# Зиньковский, Гамлет Александрович
Гамлет Александрович Зиньковский (укр. Гамлет Олександрович Зіньківський, род. 11 августа 1986, Харьков) — украинский художник, известный своими стрит-арт работами и иллюстрациями.

## Жизнь и творчество
Родился в Харькове в 1986 году, учился в Харьковской Академии дизайна и искусств, на факультете монументальной живописи. Был исключён из академии в 2009 году за академическую задолженность по физкультуре и психологии.
Живёт и работает преимущественно в Харькове, принимает участие в выставках на Украине и за рубежом. Стрит-арт Гамлета отличается графической манерой исполнения и присутствием характерных авторских текстов.
В 2009 и 2011 году стал одним из финалистов на получение премии PinchukArtCentre.
В 2013 году вместе с Жанной Кадыровой и Николаем Родным представлял Украину на 53-й Венецианской биеннале.
Гамлет Зиньковский представил два проекта: «Наедине с собой» и «Книга людей». «Наедине с собой» — проект, посвящённый Марку Аврелию и созданный в период увлечения его творчеством. Состоит из множества рисунков, сделанных шариковой ручкой и раскрывает тему отношений человека с самим собой. «Книга людей» — инсталляция из сотен портретов, выполненных в спичечных коробках.
Сначала Гамлет Зиньковский подписывался «Гам Лет» — что в трактовке художника означало «шум времени». Он не ассоциирует своё имя с известным персонажем Уильяма Шекспира из одноимённой трагедии «Гамлет».

## Книги с иллюстрациями Зиньковского
- Андрей Платонов, «Река Потудань», 2017[2]

- Райнгард Кнодт, «Боль», 2018[3]

- Сергей Жадан, «Антенна»[укр.], 2018[4]

## Галерея

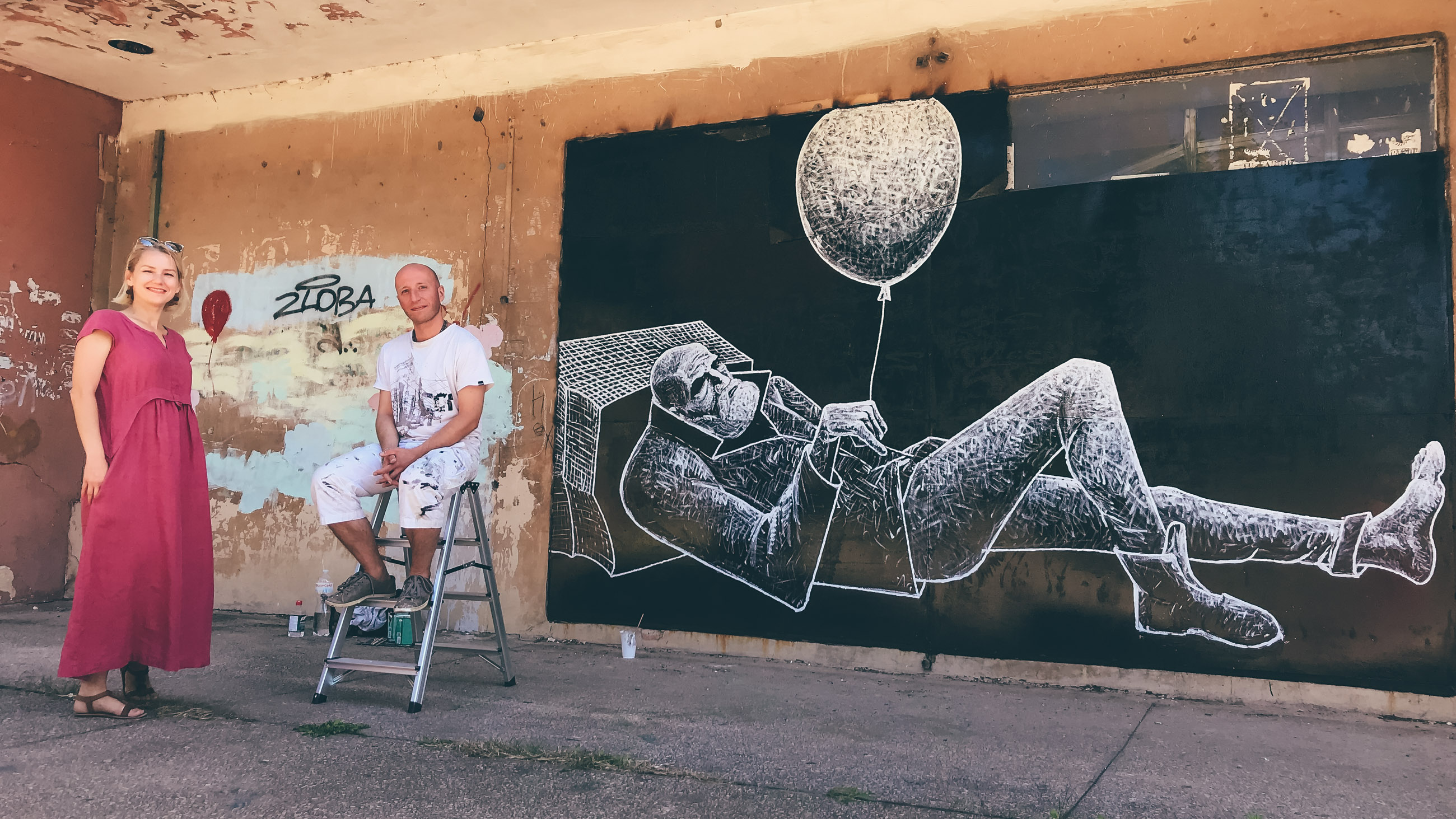
Гамлет Зиньковский в процессе создания стрит-арта в городе Бердянск. Работа находится на улице Шевченко, 8
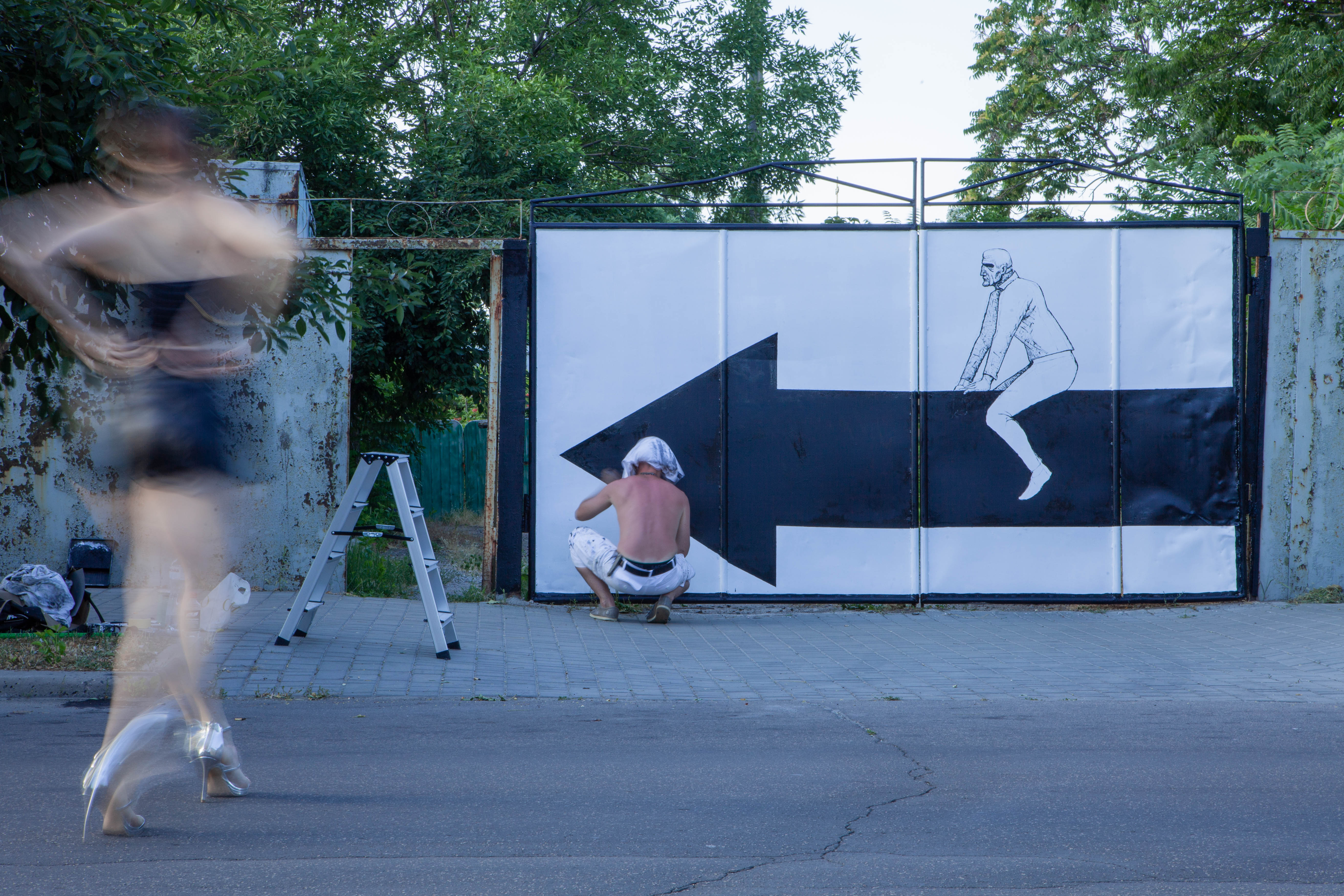
Гамлет Зиньковский создаёт стрит-арт в городе Бердянск
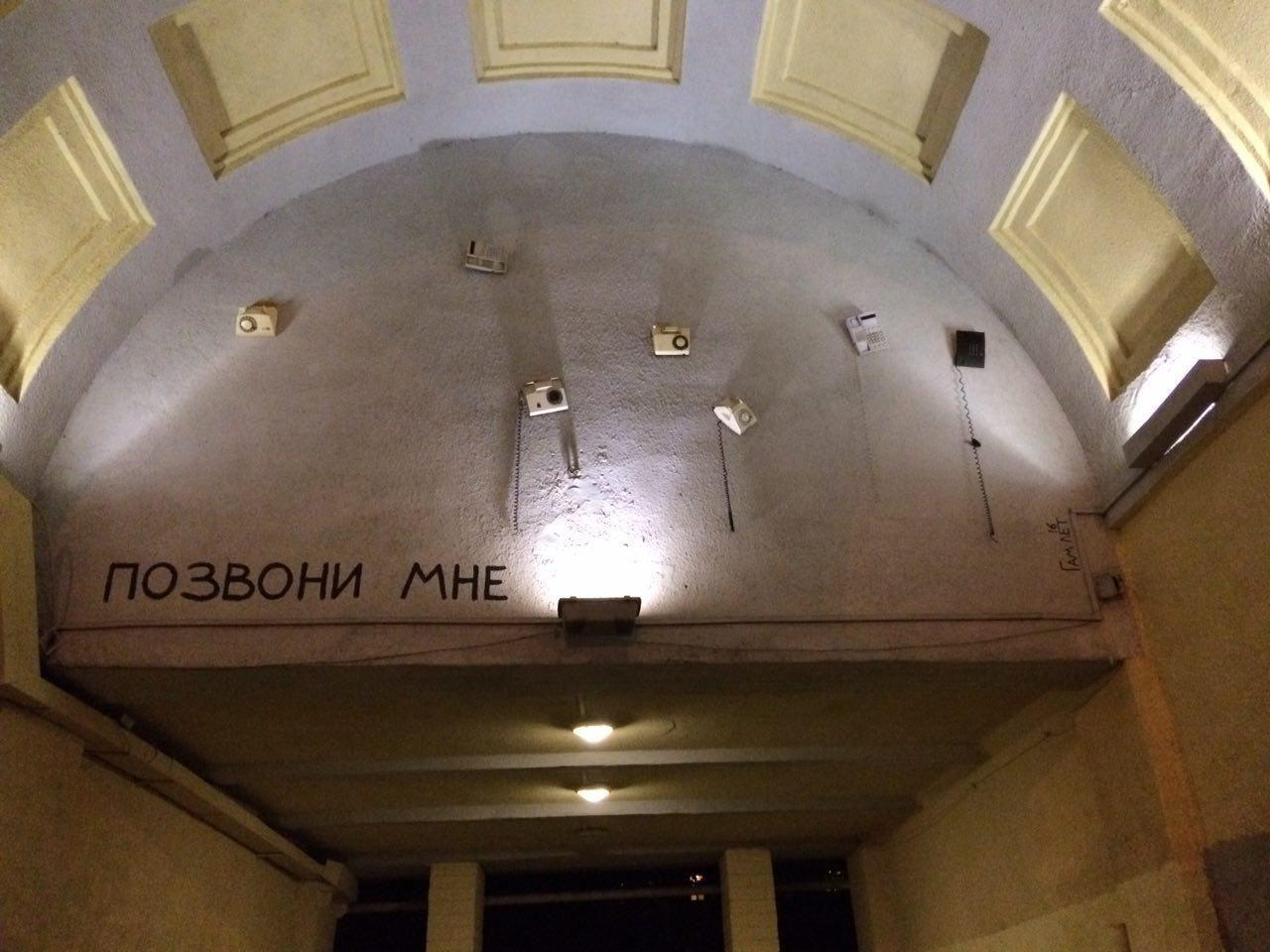
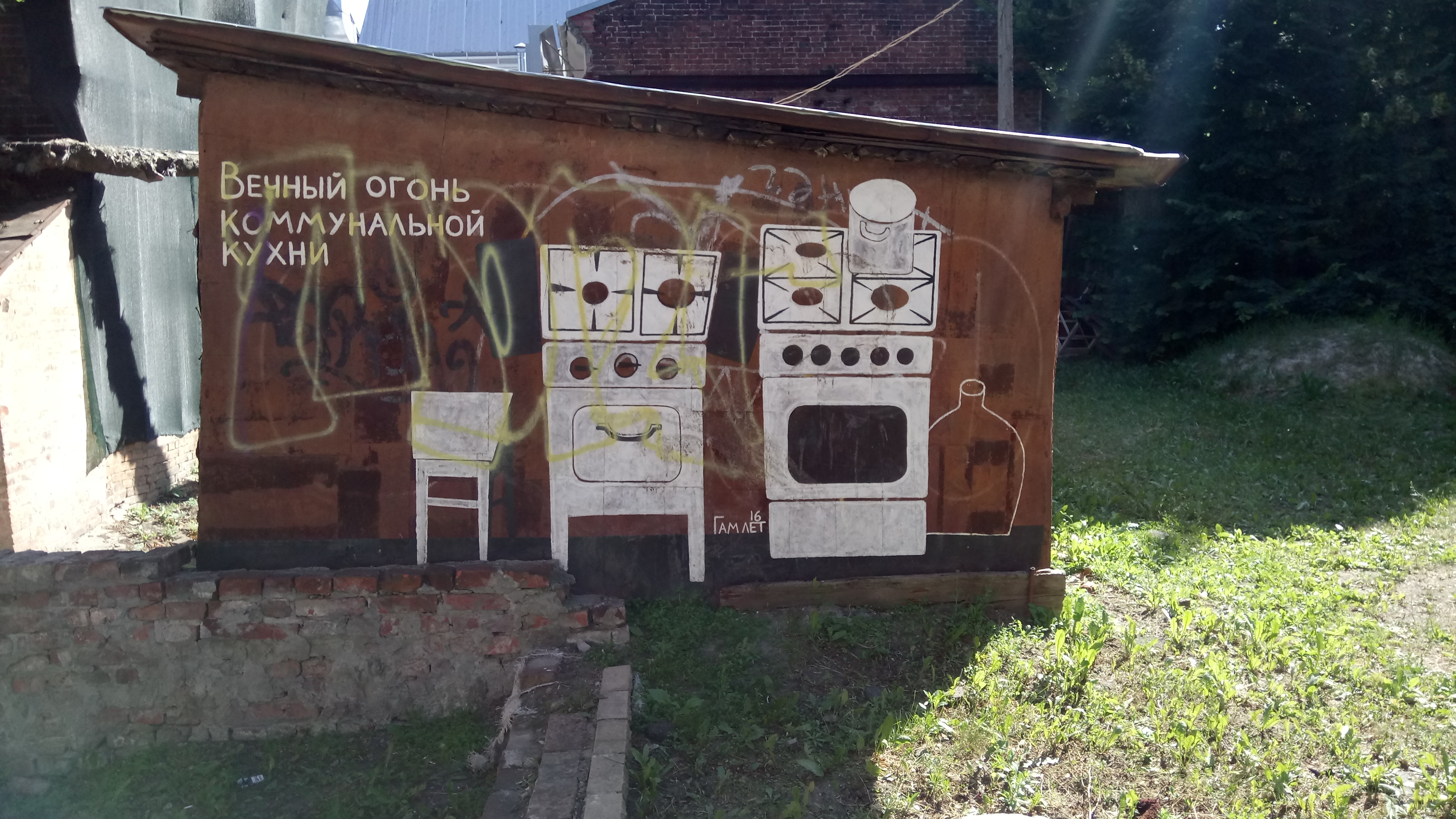
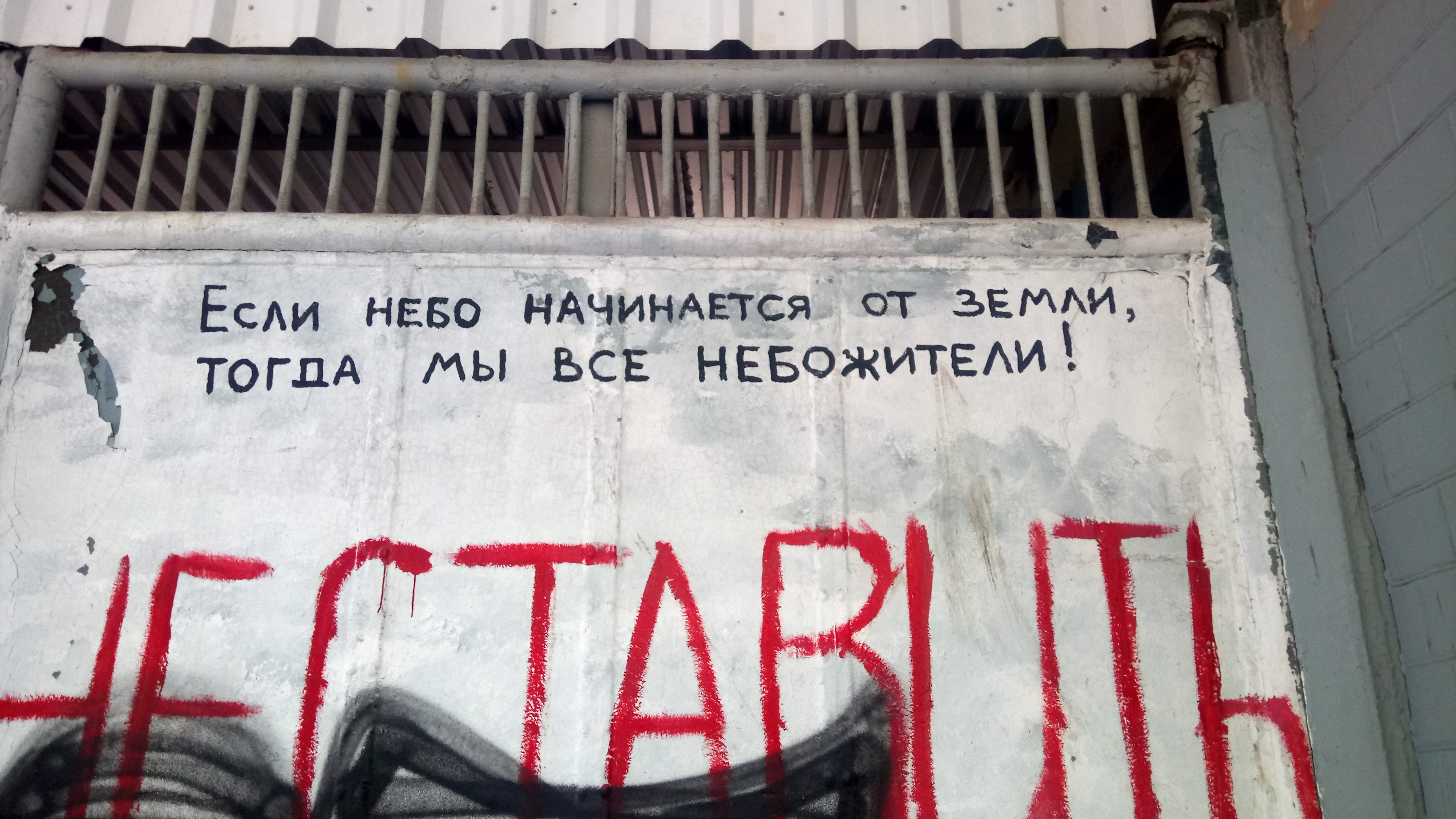
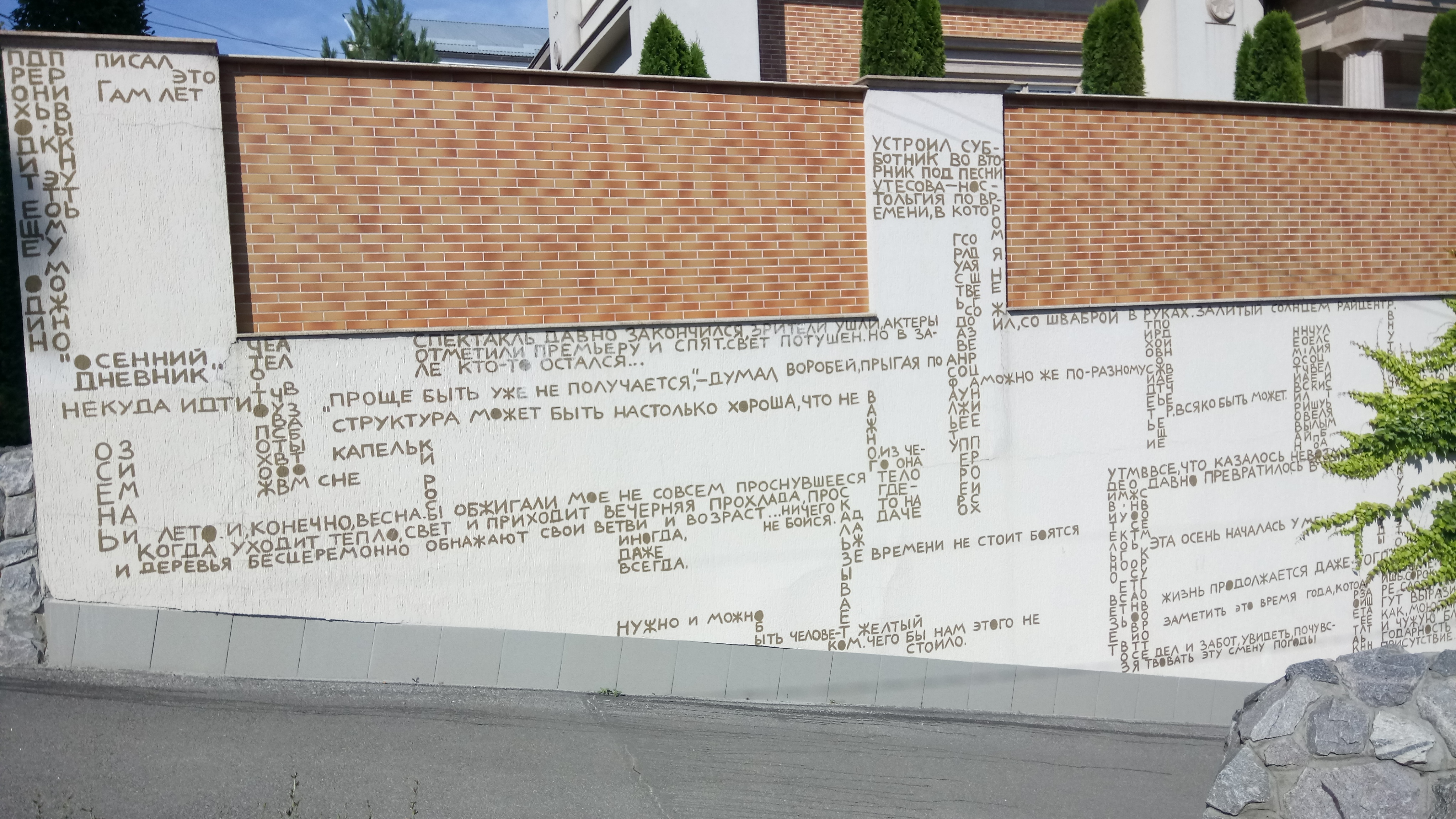
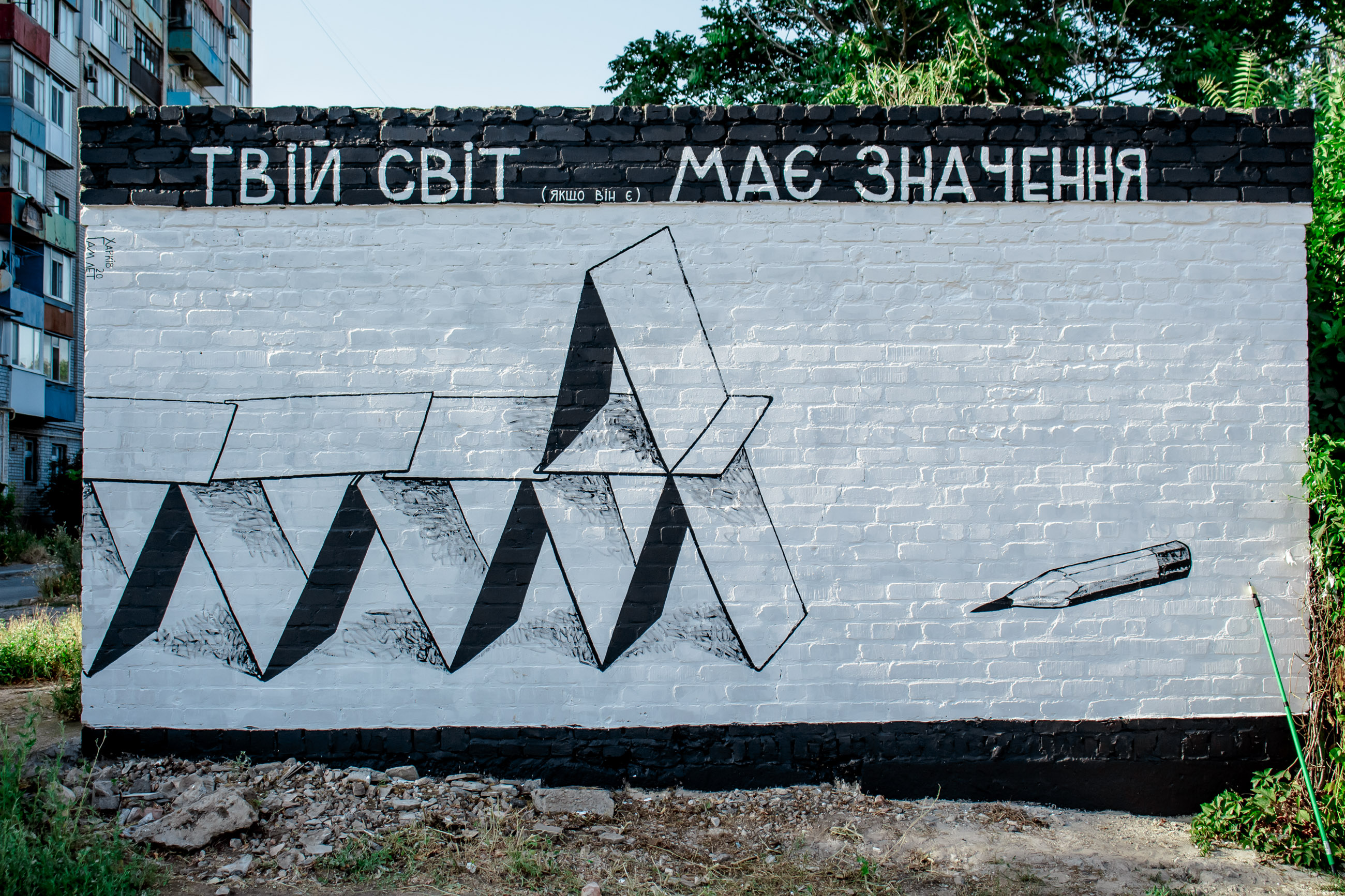
Стрит-арт работа Гамлета Зиньковского в Бердянске по улице Свободы